# Trunk Muzik
Trunk Muzik ist ein Mixtape und eine EP des US-amerikanischen Rappers Yelawolf. Beide Tonträger erschienen im Jahr 2010.

## MixtapeTrunk Muzik
Das Mixtape erschien am 1. Januar 2010 über das Label Ghet-O-Vision Entertainment und wurde von DJ Burn One präsentiert.

### Produktion
Das Mixtape wurde größtenteils von dem Produzenten WillPower produziert. Dieser schuf die Beats zu den Liedern Trunk Muzik, Good to Go, Pop the Trunk, Box Chevy (Part 3), F.U., Lick the Cat, Speak Her Sex, In this Club sowie Love Is Not Enough. Lediglich die Instrumentals zu Stage Lights (Remix) und I Wish wurden von Malay in Zusammenarbeit mit Kawan Prather produziert und Kane Beatz produzierte den Remix zu Mixin' Up the Medicine.

### Covergestaltung
Das Mixtapecover ist eine schwarz-weiß Zeichnung, die Yelawolf hockend vor einem schwarzen Auto zeigt. Der Hintergrund ist weiß. Am oberen Bildrand steht der Schriftzug DJ Burn One Presents und in der Mitte etwas größer Yelawolf und Trunk Muzik.

### Gastbeiträge
Auf sechs Liedern des Mixtapes sind neben Yelawolf andere Künstler vertreten. So tritt der Rapper Bun B bei Good to Go in Erscheinung, während die Rapperin Diamond auf Lick the Cat zu hören ist. Die Künstlerin Nikkiya ist bei Speak Her Sex zu hören und der Rapper Rittz hat einen Gastauftritt bei Box Chevy (Part 3). Außerdem sind die Rapper Raekwon (I Wish) und Juelz Santana (Mixin’ Up the Medicine (Remix)) auf dem Mixtape vertreten.

### Titelliste
| #  | Titel                          | Gastbeiträge  | Produzent               | Länge |
| -- | ------------------------------ | ------------- | ----------------------- | ----- |
| 1  | Trunk Muzik                    |               | WillPower               | 3:40  |
| 2  | Stage Lights (Remix)           |               | Malay und Kawan Prather | 3:35  |
| 3  | Good to Go                     | Bun B         | WillPower               | 3:40  |
| 4  | Pop the Trunk                  |               | WillPower               | 3:49  |
| 5  | Box Chevy (Part 3)             | Rittz         | WillPower               | 4:24  |
| 6  | F.U.                           |               | WillPower               | 3:15  |
| 7  | Lick the Cat                   | Diamond       | WillPower               | 3:37  |
| 8  | Speak Her Sex                  | Nikkiya       | WillPower               | 2:54  |
| 9  | I Wish                         | Raekwon       | Malay und Kawan Prather | 4:30  |
| 10 | In this Club                   |               | WillPower               | 4:00  |
| 11 | Love Is Not Enough             |               | WillPower               | 3:47  |
| 12 | Mixin' Up the Medicine (Remix) | Juelz Santana | Kane Beatz              | 4:07  |

## EPTrunk Muzik 0-60
Die EP erschien am 22. November 2010 über die Labels Ghet-O-Vision Entertainment, DGC Records und Interscope Records. Sechs Lieder (Pop the Trunk, Box Chevy, Good to Go, Love Is Not Enough, I Wish, Trunk Muzik) wurden vom Mixtape übernommen.

### Produktion und Samples
Von den sechs neuen Tracks produzierte WillPower I Just Wanna Party und Marijuana sowie in Zusammenarbeit mit Malay (Co) den Beat zu Get the Fuck Up! und zusammen mit Droop-E That's What We on Now. Jim Jonsin produzierte zusammen mit Jerry Duplessis (Co) das Instrumental zum Lied Billy Crystal, während Drama Beats und Cameron Wallace (Co) den Beat des Songs Daddy's Lambo schufen. Krawan Prather fungierte als ausführender Produzent bei der EP.
Love Is Not Enough enthält ein Sample des Lieds Hollywood von Rick James sowie einen Einschub des Stückes Anything von Devin the Dude. Außerdem sampelt Marijuana den Track Moist Vagina der Grunge-Band Nirvana.

### Covergestaltung
Das Cover der EP ist ein schwarz-weiß Bild, das Yelawolf hockend vor einem Auto zeigt. Es ist an das Mixtape-Cover angelehnt. In der oberen linken Ecke steht in rot Yelawolf und etwas kleiner in weiß Trunk Muzik 0-60.

### Gastbeiträge
Neben den schon auf dem Mixtape vertretenen Rappern Rittz, Bun B und Raekwon tritt der Rapper Gucci Mane bei I Just Wanna Party in Erscheinung und das Rap-Duo Rock City ist auf dem Song Billy Crystal zu hören.

### Titelliste
| #  | Titel                 | Gastbeiträge | Produzent                            | Länge |
| -- | --------------------- | ------------ | ------------------------------------ | ----- |
| 1  | Get the Fuck Up!      |              | WillPower und Malay (Co)             | 3:03  |
| 2  | Daddy's Lambo         |              | Drama Beats und Cameron Wallace (Co) | 3:48  |
| 3  | That's What We on Now |              | WillPower und Droop-E (Co)           | 4:41  |
| 4  | I Just Wanna Party    | Gucci Mane   | WillPower                            | 5:11  |
| 5  | Billy Crystal         | Rock City    | Jim Jonsin und Jerry Duplessis (Co)  | 4:00  |
| 6  | Pop the Trunk         |              | WillPower                            | 3:48  |
| 7  | Box Chevy             | Rittz        | WillPower                            | 4:53  |
| 8  | Good to Go            | Bun B        | WillPower                            | 3:37  |
| 9  | Marijuana             |              | WillPower                            | 2:59  |
| 10 | Love Is Not Enough    |              | WillPower                            | 3:44  |
| 11 | I Wish                | Raekwon      | Malay und Krawan Prather             | 4:22  |
| 12 | Trunk Muzik           |              | WillPower                            | 3:41  |

### Singles
| Professionelle Bewertungen | Professionelle Bewertungen |
| -------------------------- | -------------------------- |
| Kritiken                   |                            |
| Quelle                     | Bewertung                  |
| Rolling Stone              | [ 3 ]                      |

Vor Erscheinen der EP wurden die Songs Pop the Trunk und I Just Wanna Party als Singles ausgekoppelt, beide konnten sich, wie auch die EP, nicht in den Charts platzieren. Außerdem wurden Musikvideos zu den Liedern Daddy's Lambo sowie Marijuana veröffentlicht. Daddy's Lambo erhielt im Jahr 2018 für mehr als 500.000 verkaufte Einheiten in den Vereinigten Staaten eine Goldene Schallplatte.